# Carlos Colón
Carlos Colón (18 de julio de 1948 en Santa Isabel, Puerto Rico) es un luchador profesional puertorriqueño. Ha participado en diferentes organizaciones de lucha libre entre ellas destacan NWA, WCW y WWF. Colón es el patriarca de la Dinastía Colon ya que es el padre de los también luchadores de WWE Carlito y Primo, a su vez tío de Epico, su hija Stacy Colon también incursionó en la lucha libre. Es cofundador junto a Victor Jovica de la World Wrestling Council originalmente Capitol Sports Promotions donde ha sido vicepresidente desde sus inicios hasta el presente.
Colón es 28 veces campeón mundial al haber logrado en 2 ocasiones el Campeonato Mundial Peso Pesado de la WWC y 26 ocasiones el Campeonato Universal Peso Pesado de la WWC, un récord histórico ya que posee más campeonatos mundiales que Ric Flair y John Cena, pero la prensa especializada no lo considera cómo tal. También fue 9 veces Campeón Peso Pesado de Puerto Rico de la WWC, una vez Campeón Mundial Peso Pesado Junior de la WWC y 3 veces Campeón Mundial en Parejas de la WWC. En 2014 fue inducido al Salón de la Fama de la WWE.

## Biografía
Colón nació en el barrio Jauca de Santa Isabel, una comunidad agrícola del sur de Puerto Rico. En 1961 emigró con sus padres y seis hermanos a Brooklyn, NY. Su admiración por luchadores como Antonino Rocca y Miguel Pérez Sr hizo que empezara su entrenamiento para llegar a ser luchador en el mismo gimnasio donde ellos entrenaban. Para poder pagar el costo del gimnasio Colón limpiaba el gimnasio en donde entrenaba. Su primera lucha fue 16 de febrero de 1966 en Boston, Massachusetts contra Bobo Brasil, por esta lucha se le pagaron $15.00. Eventualmente Colón llegó a ser luchador regular en los territorios del este de los E.U. y de Canadá.
Colón regresó a Puerto Rico en 1973. Carlos Colón y el croata Victor Jovica fundaron la compañía de lucha libre Capitol Sports Promotions, la cual televisaba carteleras de lucha libre todos los sábados y domingos por WAPA- TV. El luchó en una época en la que luchadores locales como Barrabas, Black Georgie y Miguel Pérez Sr compartían el estrellato con luchadores internacionales como el argentino Antonino Rocca, el cubano Huracán Castillo, entre otros. Su compañía de lucha libre fue la responsable de llevar a luchar a Puerto Rico a luchadores como “Macho Man” Randy Savage, Ric Flair, Bruiser Brody, Stan Hansen, entre muchos otros. Sin embargo su rival más común fue Abdullah The Butcher, al cual se estuvo enfrentando por casi 20 años. Colón ha dicho: “El ochenta por ciento de la sangre que he derramado en el cuadrilátero la he derramado por Abdullah.”
Él fue Campeón Universal de la WWC (World Wrestling Council) en Puerto Rico 26 veces. En 1983, después de perder una lucha contra Bruiser Brody, Colón tuvo que ser hospitalizado por una lesión. La noticia de su hospitalización hizo las portadas de los periódicos puertorriqueños El Vocero y El Nuevo Día. Dos semanas después Colón venció a Brody en una revancha. Ese mismo año se presentó en el recordado evento Starrcade de WCW donde se enfrentó a Abdullah The Butcher.
En 1993 Colón tuvo una participación breve en la WWF, hoy WWE. Después de esto él se retiró temporeramente de la lucha profesional. Actualmente ayuda a en el entrenamiento de sus hijos Carly Colón, también conocido como Carlito en la WWE, y Eddie Colón quienes han seguido los pasos de su padre en la lucha libre profesional. Colón también tiene una hija, Stacy, que ha incursionado ocasionalmente en la lucha libre.
Él lleva sobre 70 cicatrices en su frente, y ha dicho públicamente que las lleva como el mejor premio que le han podido dar por todas las brutales y sangrientas luchas en las que ha participado.
Carlos Colón apareció en la edición del 11 de septiembre de 2006 de WWE Raw animando a su hijo desde el público del Madison Square Garden. También se encontraba negociando un contrato para su otro hijo Eddie con la WWE. Dicho contrato se hizo realidad.
En julio de 2008 tuvo su ceremonia oficial de retiro durante la celebración de Aniversario 35 de WWC en el Coliseo de Puerto Rico. Sin embargo regreso en 2012 para una lucha contra Barrabas durante el evento septiembre Negro y posteriormente en el 2013 regresaría para enfrentar a Savio Vega así como también al Invader 1.
En el 2014 fue exaltado al Salón de la Fama de la WWE.

## Campeonatos
- Stampede Wrestling
  - NWA International Tag Team Championship (1 vez) - con Gino Caruso

- World Wrestling Council
  - WWC Hardcore Championship (2 veces)
  - WWC North American Heavyweight Championship (8 veces)
  - WWC North American Tag Team Championship (11 veces) - con Miguel Pérez (2), Jose Rivera (2), Gino Caruso (1), Bob Ellis (1), Victor Jovica (1), Chief Thunder Cloud (1), Huracán Castillo (1), Eric Froelich (1), e Invader I (1)
  - WWC Puerto Rico Heavyweight Championship (9 veces)
  - WWC Universal Heavyweight Championship (26 veces – récord)
  - WWC World Junior Heavyweight Championship (1 vez)
  - WWC World Heavyweight Championship (2 veces)
  - WWC World Tag Team Championship (3 veces) - con Jose Rivera (1), Pedro Morales (1), e Invader I (1)
  - WWC World Television Championship (4 veces)

- World Wrestling Entertainment/WWE
  - Hall of Fame (Class of 2014)

- !Bang!
  - !Bang! Television Tag Team Championship (1 vez) - con Carlos Colón Jr.